# آبگیر مصنوعی

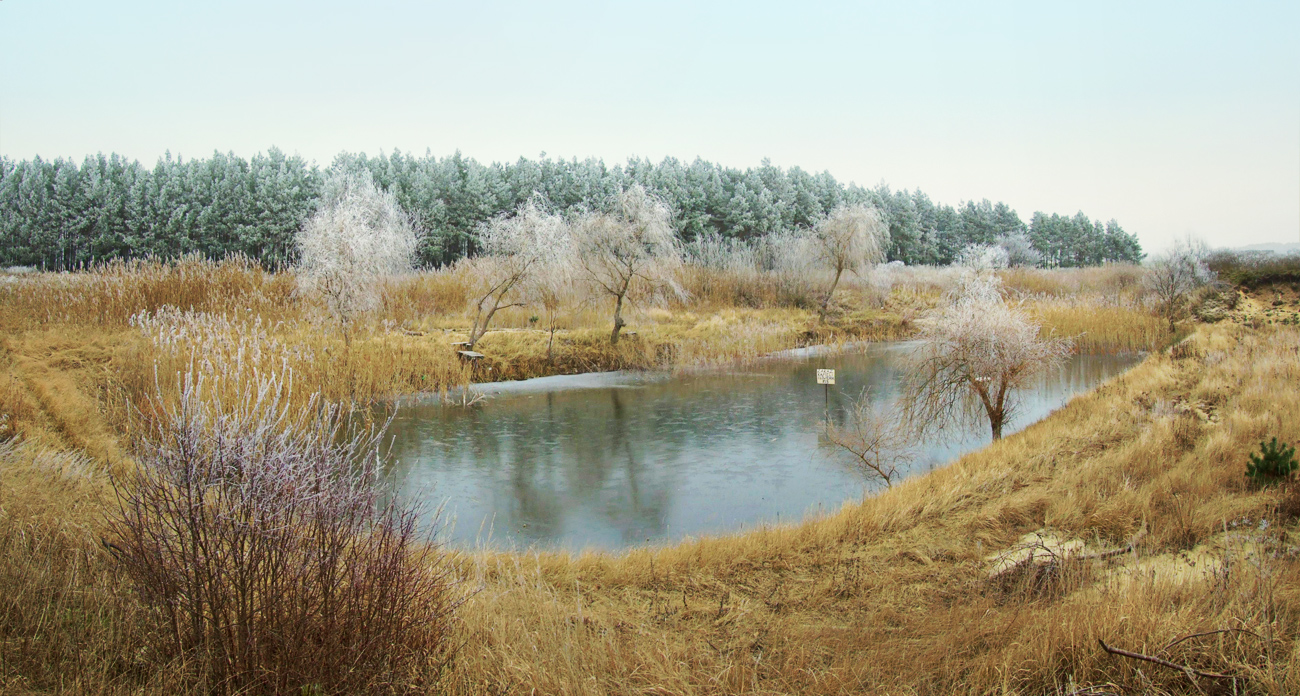
بِرکه‌ای در لهستان

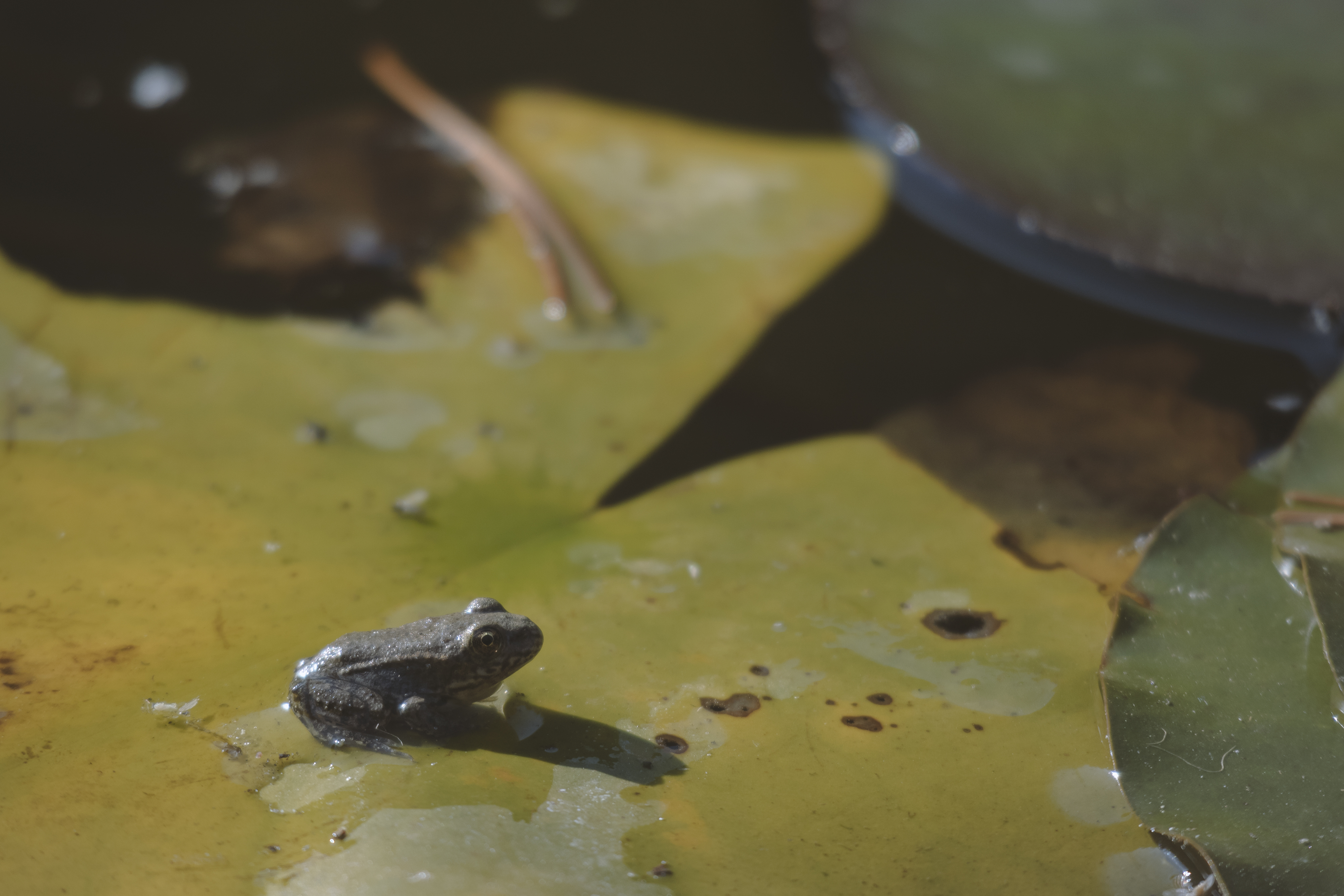
یک قورباغه در یک آبگیر در تفلیس پایتخت گرجستان

آبگیر مصنوعی یا بِرکه مصنوعی به جایی گفته می‌شود که مقداری آب در آن جمع شده باشد.
در جنوب و مرکز ایران به‌ویژه در استان هرمزگان و جنوب استان فارس به آب‌انبارهای زیرزمینی نیز برکه گفته می‌شود.

## تفاوت برکه با دریاچه
تفاوت برکه با دریاچه این است که برکه‌ها دارای عمق و مساحت کمتر، امواج کمتر و از دمای نسبتاً یکسانی برخوردار هستند.

## نگارخانه

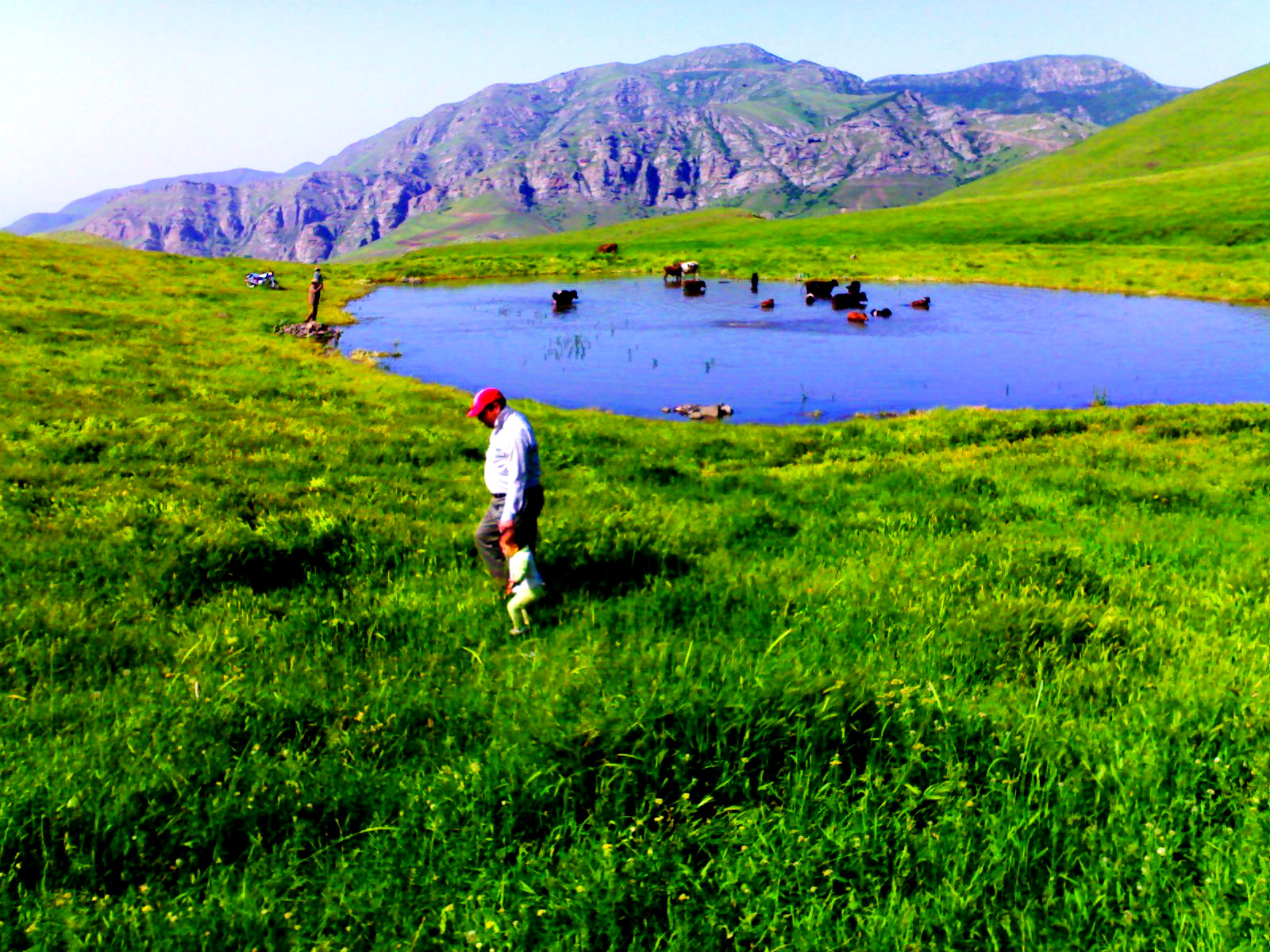
برکه قالغانلو
آبگیر مصنوعی نابای در ریوش

## فهرست منابع و مآخذ
- محمدیان، کوخردی، محمد، “ «به یاد کوخرد» “، ج۲. چاپ اول، دبی: سال انتشار ۲۰۰۳ میلادی.
- الکوخردی، محمد، بن یوسف، (کُوخِرد حَاضِرَة اِسلامِیةَ عَلی ضِفافِ نَهر مِهران) الطبعة الثالثة، دبی: سنة ۱۹۹۷ للمیلاد.